# 竹井博友
竹井 博友（たけい ひろとも、1920年（大正9年）10月9日 - 2003年（平成15年）7月29日）は、日本の実業家。不動産会社である地産の代表取締役社長。徳間書店と致知出版社の事実上の創業者。

## 来歴・人物
栃木県黒磯町生まれ。福島県立白河中学校、明治大学政治経済学部を卒業後、1943年（昭和18年）に読売新聞社 に入社 する。読売新聞社会部記者などを歴任し、読売争議の際は急進的な組合側の急先鋒となる。
1946年（昭和21年）に読売新聞を退社してアサヒ芸能新聞社を経営し、『アサヒ芸能新聞』、『日東新聞』を創刊する。
1952年（昭和27年）の大阪讀賣新聞創刊と1975年（昭和50年）の中部讀賣新聞創刊に「読売の大番頭」務臺光雄の命で携わり、「務臺（読売）の黒子役」とも言われる。のちに報知新聞社取締役、読売不動産社長を歴任する。
1951年（昭和26年）に竹井産業を設立して1965年（昭和40年）に商号を「地産」に改称し、高度経済成長期に全国各地のビジネスホテル「チサンホテル」やゴルフ場「チサンカントリークラブ」、「チサン」ブランドのマンション分譲を行い不動産事業を拡大して中堅不動産会社に育成した。地産グループは拡大方針を採り、主に株の買い占めによる手法で地産トーカンの買収や高層マンション建設やパン店モンタボー事業をするための平田紡績買収など複数の企業買収を繰り返した。
1973年（昭和48年）に「大自然出版」を創業した。このほかに埼玉新聞社を経営した時期がある。
バブル期にファミリー企業の「ミヒロファイナンス」と「木鶏」の2社で株式へ盛んに投機し、光進グループをはじめとする仕手グループの有力な資金源となる。1991年（平成3年）6月に国際航業株の売買で得た55億円の利益を隠して、東京地検特捜部に34億円の所得税法違反容疑で逮捕された。1992年（平成4年）4月に懲役4年、罰金5億円の実刑判決を受けて収監された。住専の地銀生保住宅ローンの大口貸出先でもあり、多額の不良債権を生じさせた。
信用の失墜した地産はバブル崩壊も影響して、2002年（平成14年）8月に東京地裁に会社更生法の適用を申請して事実上倒産した。ホテル、ゴルフ場部門のみローンスターが買収して存続している。
脱税事件を巡る裁判の途中に高野山へ修行して、得度して以降は心泉と号していた。書画、陶芸はプロ級の腕前。晩年はヨガの呼吸法を研究していた。
2003年（平成15年）7月29日に自宅で82歳没。死去の約10年前から名前を心泉（しんせん）に改名していた｡

## 著書
- 「延命十句観音経 死の淵をさまよう友へ」1999年、心泉社、ISBN 4-916109-12-0